# Władysław Morawski (ziemianin)
Władysław Morawski herbu Dąbrowa – polski właściciel ziemski.

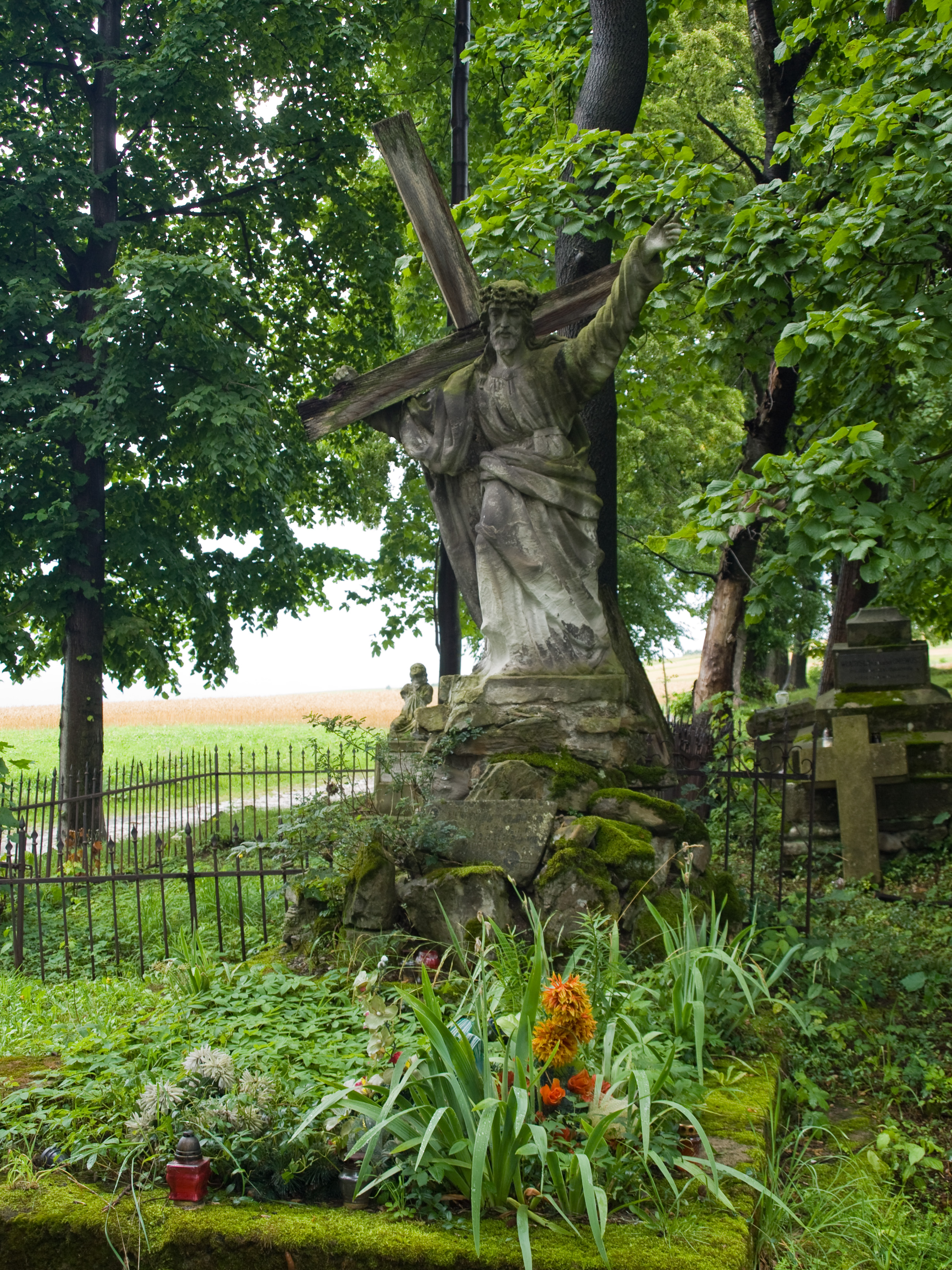
Grobowiec Morawskich w Odrzechowej

## Życiorys
Na przełomie XIX/XX wieku był właścicielem tabularnym dóbr Odrzechowa z Urbanówka (przed nim te dobra posiadali Ksawery Urbański i Adam Urbański) oraz Pobiedno.
Z grupy większych posiadłości był wybierany na członka Rady c. k. powiatu sanockiego: w kadencji od około 1881 do około 1884, pełniąc funkcję członka wydziału powiatowego oraz ponownie w kadencji od około 1884 do 1888, następnie w kadencji od 1888 do 1890 był wyłącznie członkiem Rady, po czym w kadencji od około 1890 do około 1896 był członkiem Rady i przejściowo pełnił funkcję zastępcy prezesa wydziału powiatowego (ok. 1890-1892), a później był wyłącznie członkiem Rady w kadencji od około 1896 do około 1903, w kadencji od około 1903 do około 1906 i w kadencji od około 1906 do około 1912.
Był czynnym członkiem C. K. Galicyjskiego Towarzystwa Gospodarskiego, należał do oddziału sanocko-lisko-brzozowsko-krośnieńskiego, potem do oddziału sanocko-lisko-krośnieńskiego. Pełnił funkcję detaksatora wydziału okręgowego w Sanoku Galicyjskiego Towarzystwa Kredytowego Ziemskiego z siedzibą we Lwowie.
Uczestniczył wystawie bydła rogatego we Lwowie, trwającej od 21 czerwca 1894 i był wtedy jednym z trzech wystawców mających obory zarodowe rasy pół krwi Simmenthal (hodowla w Odrzechowej założono w połowie lat 60.). Na tej imprezie otrzymał: dyplom honorowy, medal srebrny, medal brązowy, przyznane przez Towarzystwo Gospodarskie. W 1902 był w powiecie sanockim jednym z czterech ocenicieli przy tłumieniu zarazy płucnej u bydła rogatego.
Podczas I wojny światowej w trakcie okupacji rosyjskiej został obrabowany w swoim majątku w Odrzechowej, a następnie także we Lwowie, po czym w lipcu 1915 powrocił do Pobiedna. Był żonaty z Kazimierą z domu Leszczyńskiej, a jego synami byli: Jan (1878–1940, prawnik), Stanisław (ur. 1882), Kazimierz (ur. 1889), Józef Agaton (1893–1969, ziemianin, rolnik, poseł na Sejm RP), Jerzy (ur. 1894 lub 1896).
Został pochowany w grobowcu rodzinnym na cmentarzu parafialnym w Odrzechowej (pomnik Chrystusa z 1923 wykonał Stanisław Piątkiewicz).